# Archivo General de la Nación (República Dominicana)
El Archivo General de la Nación de la República Dominicana es un órgano descentralizado del Ministerio de Cultura que custodia, ordena, describe y conserva los documentos que conforman su acervo histórico, con el fin de facilitar y promover la consulta y aprovechamiento público. Es asimismo el rector de la archivística del país.
Fue creado en 1935 mediante la Ley n.º 912 del gobierno del dictador Rafael Trujillo. La Ley n.º 41-00 del 28 de junio de 2000 transfirió esta institución a la recién creada Secretaría de Estado de Cultura. Más tarde, en 2008, el Archivo se convirtió en una entidad de derecho propio mediante la Ley 481-08 del 11 de diciembre de 2008.
Su sede se encuentra en la Zona Universitaria de Santo Domingo. Su director general es el historiador Roberto Cassá, desde el 16 de agosto de 2020

## Departamentos
El Archivo General de la Nación está configurado en diversos departamentos, según sus funciones. Estos son:
- Departamento de Hemeroteca y Biblioteca
- Departamento de Materiales Especiales
- Departamento de Referencias
- Departamento del Sistema Nacional de Archivo e Inspectoría
- Departamento de Descripción
- Departamento de Conservación y Servicios Técnicos
- Departamento de Investigación
- Departamento Administrativo Financiero
- Departamento de Tecnología de la Información y Comunicación

## Servicios
A través de su página web y en sus oficinas se puede realizar toda una serie de servicios. Estos son:
- Asesoría técnica a instituciones
- Biblioteca Digital Dominicana
- Cartoteca
- Catálogo de la Biblioteca
- Catálogo sobre la mujer
- Catálogo sobre víctimas de la dictadura de Trujillo
- Certificación de documentos
- Colección Bernardo Vega
- Consulta y reproducción de documentos
- Fondos y colecciones digitales
- Fototeca
- Hemeroteca Digital
- Materiales audiovisuales
- Repositorios
- Venta de publicaciones

Su página web también posee una colección de documentos digitalizados y cargados a la web.